# Kematen am Innbach
Kematen am Innbach ist eine Marktgemeinde in Oberösterreich im Bezirk Grieskirchen im Hausruckviertel mit 1408 Einwohnern (Stand 1. Jänner 2024).

## Geografie
Der Ort Kematen am Innbach liegt auf einer Höhe von 350 m ü. A. etwa zehn Kilometer westlich von Wels. Die Entwässerung des südlichen Teils erfolgt durch den Innbach, im Norden fließt der Sulzbach. Die bewaldeten Hügel dazwischen und an der Gemeindegrenze im Norden und im Süden erreichen Höhen von 450 Meter.
Die Ausdehnung beträgt von Nord nach Süd 5 und von West nach Ost 4,9 Kilometer. Die Gemeinde hat eine Fläche von 13 Quadratkilometer. Davon werden 71 Prozent landwirtschaftlich genutzt, 17 Prozent sind bewaldet.

### Gemeindegliederung
Das Gemeindegebiet umfasst folgende 18 Ortschaften (in Klammern Einwohnerzahl Stand 1. Jänner 2024):
- Breitwies (3)
- Bubendorf (86)
- Burghartsberg (13)
- Burgstall (22)
- Diesting (Diesting, Bumberg, Geßling) (38)
- Gaubing (36)
- Grübl (68)
- Kematen am Innbach (637)
- Krottendorf (8) (auch Pichl b.Wels)
- Moos (112)
- Oberdoppl (17)
- Oberholzing (26)
- See (159)
- Steinerkirchen am Innbach (66)
- Straß (26)
- Unterdoppl (13)
- Unterholzing (24)
- Wiesing (54)

Die Gemeinde besteht aus den Katastralgemeinden Kematen, Steinerkirchen und Straß.
Die Gemeinde liegt im Gerichtsbezirk Grieskirchen.

### Nachbargemeinden
| Gallspach   | Schlüßlberg                                 |                                 |
| Meggenhofen | Kompassrose, die auf Nachbargemeinden zeigt | Pichl bei Wels (Bez. Wels-Land) |
|             | Offenhausen (Bez. Wels-Land)                |                                 |

## Geschichte

### Ortsgeschichte
Ursprünglich im Ostteil des Herzogtums Bayern liegend, gehörte der Ort seit dem 12. Jahrhundert zum Herzogtum Österreich. Urkunden aus den Jahren 1247 und 1249, die den Besitz des Klosters Kremsmünster zusammenfassen, nennen erstmals die Pfarrkirche Steinerkirchen. Kematen selbst wurde im Jahr 1384 erstmals schriftlich erwähnt. Seit 1490 wird er dem Fürstentum Österreich ob der Enns zugerechnet. Während der Napoleonischen Kriege war der Ort mehrfach besetzt.
Seit 1918 gehört der Ort zum Bundesland Oberösterreich. Nach dem Anschluss Österreichs an das Deutsche Reich am 13. März 1938 gehörte der Ort zum Gau Oberdonau. 1945 erfolgte die Wiederherstellung Oberösterreichs.

### Einwohnerentwicklung
1991 hatte die Gemeinde laut Volkszählung 1.072 Einwohner, 2001 dann 1.261 Einwohner. Da auch von 2001 bis 2011 sowohl die Geburtenbilanz als auch die Wanderungsbilanz positiv blieben, wuchs die Bevölkerungszahl auf 1.345 Personen im Jahr 2011 und weiter auf 1425 im Jahr 2021.

## Kultur und Sehenswürdigkeiten

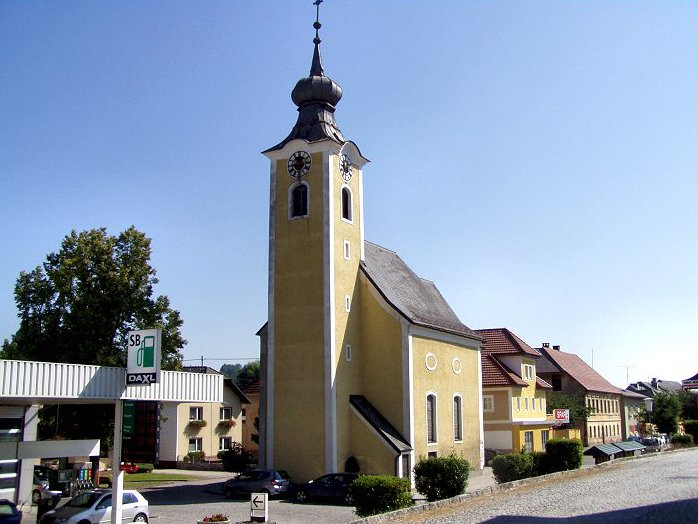
Marktkirche Kematen
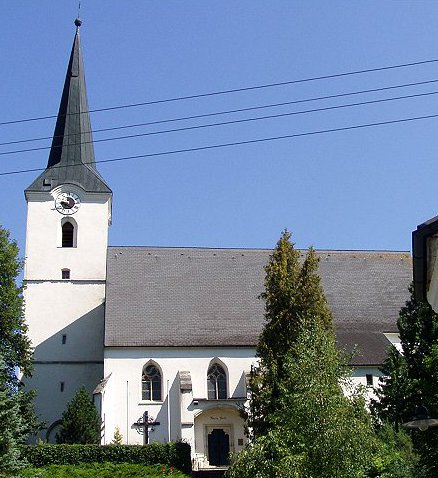
Pfarr- und Wallfahrtskirche Maria Rast in Steinerkirchen
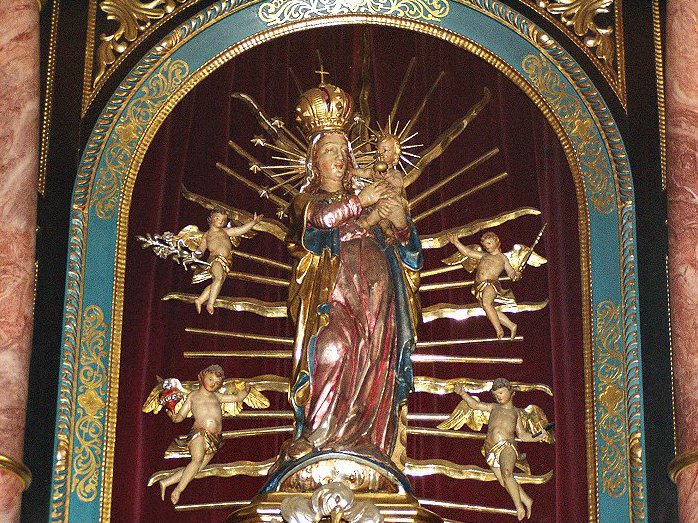
Muttergottes-Statue im Hochaltar in der Kirche Maria Rast

## Wirtschaft und Infrastruktur

### Wirtschaftssektoren
Von den 45 landwirtschaftlichen Betrieben des Jahres 2010 wurden 14 im Haupt-, 26 im Nebenerwerb und fünf von Personengemeinschaften geführt. Die Haupterwerbsbauern bewirtschafteten beinahe drei Viertel der Flächen. Im Produktionssektor arbeiteten 55 Erwerbstätige im Sektor Herstellung von Waren und fünf in der Bauwirtschaft. Die wichtigsten Arbeitgeber des Dienstleistungssektors waren die Bereiche Handel (80) und soziale und öffentliche Dienste (30 Mitarbeiter).
| Wirtschaftssektor            | Anzahl Betriebe | Anzahl Betriebe | Erwerbstätige | Erwerbstätige |
| Wirtschaftssektor            | 2011            | 2001            | 2011          | 2001          |
| ---------------------------- | --------------- | --------------- | ------------- | ------------- |
| Land- und Forstwirtschaft 1) | 45              | 60              | 28            | 32            |
| Produktion                   | 8               | 9               | 60            | 75            |
| Dienstleistung               | 51              | 33              | 144           | 101           |

1) Betriebe mit Fläche in den Jahren 2010 und 1999

### Arbeitsmarkt, Pendeln
Im Jahr 2011 lebten 684 Erwerbstätige in Kematen am Innbach. Davon arbeiteten 111 in der Gemeinde, mehr als achtzig Prozent pendelten aus.

### Verkehr
- Eisenbahn: Der nächste Bahnhof befindet sich im zehn Kilometer entfernten Wels.
- Straße: Durch das Gemeindegebiet verläuft die Innkreis Autobahn A8.

## Politik

### Gemeinderat
Der Gemeinderat hat 19 Mitglieder.
- Mit den Gemeinderats- und Bürgermeisterwahlen in Oberösterreich 2003 hatte der Gemeinderat folgende Verteilung: 10 ÖVP, 5 SPÖ und 4 FPÖ.
- Mit den Gemeinderats- und Bürgermeisterwahlen in Oberösterreich 2009 hatte der Gemeinderat folgende Verteilung: 9 ÖVP, 6 SPÖ und 4 FPÖ.
- Mit den Gemeinderats- und Bürgermeisterwahlen in Oberösterreich 2015 hatte der Gemeinderat folgende Verteilung: 8 FPÖ, 6 ÖVP und 5 SPÖ.
- Mit den Gemeinderats- und Bürgermeisterwahlen in Oberösterreich 2021 hat der Gemeinderat folgende Verteilung: 7 ÖVP, 7 SPÖ und 5 FPÖ.[10]

### Bürgermeister
Bürgermeister seit 1850 waren:
- 1850–1855 Franz Schönberger
- 1855–1861 Mathias Steinhuber
- 1861–18?? Georg Krumhuber
- 1942–1945 Heinrich Horninger
- 1945–1949 Georg Oberauer
- 1949–1967 Rudolf Muckenhuber
- 1967–1988 Matthias Reinhart
- 1988–1994 Franz Bachleitner
- 1994–2015 Josef Seifried (ÖVP)
- seit 2015 Klaus Bachmair (SPÖ)

### Wappen
Blasonierung:
Von Rot und Silber siebenmal geteilt; in der Mitte ein blaues herzförmiges Schildchen, belegt mit dem goldenen Antiqua-Versalbuchstaben G.
Das Wappen wurde 1620 von Kaiser Ferdinand II. zugleich mit der Markterhebung verliehen. Die rot-weißen Streifen sind (allerdings schräglinks gestellt) das Stammwappen der Polheimer, die zu den prominentesten Uradelsfamilien des Landes zählten. Der Buchstabe im „Herzschild“ ist zu Ehren Gundackers von Polheim aufgenommen, der die Markterhebung und Wappenverleihung vom Kaiser erwirkte.

## Persönlichkeiten

### Töchter und Söhne der Gemeinde
- Andreas Kornhuber (1824–1905), Naturhistoriker und Hochschullehrer
- Josef Steininger (1848–1921), Orgelbauer